# 角盲蝽屬
角盲蝽屬，亦作角盲椿象屬，是半翅目異翅亞目盲蝽科之下的一個屬，其物種皆為重要的經濟有害生物，會侵擾可可樹、腰果、棉花及茶樹等經濟作物並造成破壞，令農民損失。部分物種分布於東亞、東南亞、印度尼西亞至印度一帶。與本屬物種相近的，是曾分為本屬亞屬的非洲角盲蝽屬（Afropeltis），而其物種的分佈範圍皆在非洲大陸，以可可為主食。

## 型態描述
角盲蝽屬物種的小楯片上有一條脊棱突起，是其辨識的特徵。本屬物種的辨識乃基於其形態學上的特徵，以及不同物種之間相對明顯的體色差異予以分辨。
（例如H. theivora多為綠色，而H. antonii通常以紅棕色為主）

## 破壞與分佈
如同一般的半翅目物種，本屬物種具有口器，並以其刺穿植物組織，造成不規則形的褐色斑痕，令新梢、枝幹或整棵植物都壞死。
有證據認為本屬物种形成時位於马来群岛沿岸，而本屬可能仍然有隱藏物種。嚴謹定義的角盲蝽屬物種（把非洲角盲蝽物種都排除）在1970年代東南亞的可可種植業來說是個重要的「外來」害蟲屬。現時被認為附合上述定義的物種有14個，分別如下：
- H. antonii：模式種，分佈於印度次大陸及印尼西巴布亚。
- H. bakeri：分佈於马来半岛及菲律宾。
- H. bradyi = H. ceylonensis & H. romundei：分佈於斯里蘭卡、马来西亚及印度尼西亚
- H. clavifer = H. australiae & H. niger：分佈於西馬來西亞的沙巴及巴布亚新几内亚
- 角盲蝽 Helopeltis cinchonae = H. brevicornis
- H. collaris：只見於菲律宾。
- H. cuneata = H. elegans
- 茶角盲椿象 H. fasciaticollis Poppius[1][2]= H. pallidus：見於台灣，會影響茶樹。
- H. insularis
- H. obscuratus
- H. pelucida
- H. sulawesi：分佈於苏拉威西岛
- H. sumatranus：分佈於蘇門答臘
- 腰果茶角盲蝽 Helopeltis theivora (Waterhouse)[6][7]：分佈於印度至爪哇岛，也見於中国的海南島[8]及香港[9]。懼光，會侵襲腰果和茶樹[6]。
  - H. theobromae：本物種的亞種，但亦有其他文獻亦認為是上述物種的異名。

## 其他的近似種及分布
與角盲蝽（Helopeltis）極為相似但分布於非洲的物種，由史密茲（Schmitz (1968)）分類為Afropeltis屬之下。這些近鄰的物種對於作物所造成的影響程度，多數比牠們分布於亞洲的遠親較為輕微；其中Sahlbergella singularis and Distantiella theobromae兩種對可可樹果實所造成的損害則較為嚴重。而分類於同一族的Monalonion屬，則對拉丁美洲的可可樹造成某些程度的損害。

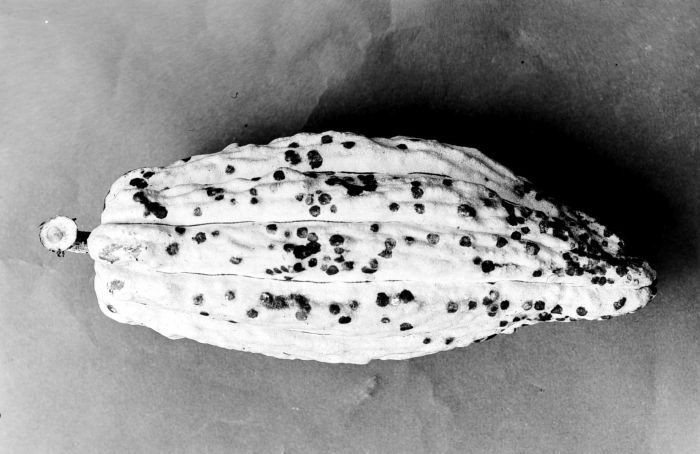
被非洲角盲椿所蛀食過的可可果

Entwistle (1972) 曾對Afropeltis屬的十個物種以及牠們所分佈的區域做出一系列的研究：
- A. bergrothi 族群：
  - A. bergrothi：廣泛分布於尼日尔河東岸
  - A. lalendei (= H. bergevini)：常見於科特迪瓦至奈及利亞
  - A. serendensis：科特迪瓦、或可見於加纳
  - A. corbisieri：分布於中非地區的雨林
  - A. gerini：喀麦隆南部
  - A. mayumbensis：刚果河的北方和東方流域
- A. poppiusi：只常見於科特迪瓦的可可樹上
- A. schoutedeni：分布於非洲的熱帶地區
- A. lemosi：圣多美和普林西比
- A. westwoodi：廣泛分布於西非與中非地區

## 參看
- 托克莱茶叶试验站：旗下的昆蟲學研究室是本屬物種研究的權威之一。

## 外部連結
- 維基物種上的相關：角盲蝽屬
- PestInfo wiki （页面存档备份，存于）
- DropData cocoa pest guide （页面存档备份，存于）